# كيسم جوكل (كيسم)
کیسم جوکل (بالفارسية: کیسم جوکل) هي قرية تقع في إيران في غيلان. يقدر عدد سكانها بـ 144 نسمة بحسب إحصاء 2016.